# 라스트 갓파더
라스트 갓파더(영어: The Last Godfather)는 2010년 12월 29일 대한민국에서 개봉한 코미디 영화이다. 감독은 심형래이고, 주연은 심형래, 하비 카이텔 등인데 심형래 감독은 1996년 《드래곤 투카》이후 해당 영화를 통해 영화 재출연을 했다.

## 줄거리
기관총을 든 마피아 패거리들이 총격전을 펼치는 1950년대 무법천지의 뉴욕. 마피아 대부 돈 카리니가 어느날 부하들을 모아놓고 중대발표를 한다. 이제 자신은 은퇴할 때가 되었다면서 후계자로 뜻밖의 인물을 지목한다. 바로 자기의 숨겨놓은 친아들 영구였다. 오래전 대부가 또 다른 마피아 조직인 본판테 패와 살벌한 라이벌 전쟁을 펼칠 때 잠시 한국으로 피신했었고 그 때 한국에서 한국여인과 눈이 맞아 영구를 낳았다는 것이다. 이후 영구는 미국인 수녀가 운영하는 고아원에서 자랐고 돈 카리니의 명에 따라 뉴욕으로 건너오게 된 것이다. 아무리 보아도 마피아 두목은 고사하고 제 한몸 건사하기 힘들것 같이 '상태가 매우 나쁜' 영구는 대부의 지지 속에 마피아 두목 수업을 하나씩 받는다. 그 와중에 라이벌 본판테 두목의 딸 낸시와 급속히 가까워진다. 한편 본판테 조직의 2인자 비니는 마피아 천하통일을 꿈꾸며 두 파벌을 이간질시키는 음모를 꾸민다.

## 영화정보
- 2010년 12월 27일 오후 2시 왕십리CGV에서 기자시사회를 가졌다. 극장 개봉 이틀을 앞두고 열린 시사회였으며 영화상영 뒤 기자회견(간담회)는 갖지 않았다.
- 걸그룹 원더걸스가 특별출연했다. 원더걸스는 극중에서 영구가 찾아가는 한 재즈 클럽의 가수로 깜짝 등장하여 자신들의 히트곡 〈노바디〉를 직접 불렀다.[2]

## 출연진
- 심형래: 영구 역
- 하비 카이텔: 돈 카리니 역
- 마이클 리스폴리:  토니 V 역
- 제이슨 뮤스: 비니 역
- 조슬린 도너휴: 낸시 역
- 존 피넷: 마초 역
- 원더걸스: 원더걸스 역 (특별출연)

## 흥행
한국: 2010년 12월 29일 개봉 후 첫 주에는 박스오피스 1위에 100만 관객을 달성하며 흥행하는 듯 했지만 2주차부터 관객 수가 급감하며 손익분기점의 절반인 250만 명을 조금 넘기는 선에서 그쳤다. 최종관객은 254만 1603명.

미국: 한국 시장에서 개봉을 마친 후 4월 1일 전국 55개관에서 제한 상영을 시작했으나 3주차에는 CGV 해외체인인 로스앤젤레스점을 제외하고 전부 내려갔으며 개봉 첫 날부터 21일까지 번 돈은 164,247달러로 전체 흥행수익 중 1%밖에 되지 않았다.

## 비평
문화평론가 진중권은 라스트 갓파더가 '대국민 사기'라고 칭하면서 혹독한 비판을 쏟아부었다. 미국 개봉시에도 미 비평가들은 일제히 쓰레기라는 평으로 일관되었다. 대체로 미국식 코드에 맞지 않는 개그와 평면적이고 2차원적인 캐릭터 구조와 이야기관을 지적하였다. 바질앤스파이스의 제임스 R. 홀랜드는 "이번 시즌 이래 개봉한 영화 중 최악이며 50대 외모가 천진난만함을 연기하기에 부적당하다"며 빈정거렸다. 또한 최근의 한국 영화중 자신을 최고로 실망시킨 작품이라고 평하였다.
이러한 평가가 나오게 된 원인은 "영구와 땡칠이" 수준을 벗어나지 못하는 시나리오와 숨겨놓은 아들 연기에 50살이 넘은 배우가 연기를 했다는 점, 그리고 이 두가지 요소가 들어가는 영화의 배경이 하필이면 마피아라는 점 등이다.

## 같이 보기
- 심형래